# Penny Haxell
Penelope Evelyn (Penny) Haxell (née en 1967) est une mathématicienne canadienne qui travaille en tant que professeur dans le département de combinatoire et d'optimisation de l'Université de Waterloo. Ses sujets de recherche comprennent la combinatoire extrémale et la théorie des graphes.

## Carrière
Haxell obtient un baccalauréat en 1988 de l'Université de Waterloo, et achève son doctorat en 1993 à l'Université de Cambridge sous la supervision de Béla Bollobás, avec une thèse intitulée « Extremal and Ramsey Type Results for Graphs and Hypergraphs ». Depuis, elle a travaillé à l'Université de Waterloo, où elle a été promue professeure titulaire en 2004.
Ses réalisations en matière de recherche comprennent les résultats sur le lemme de régularité de Szemerédi, des généralisations du théorème de Hall aux hypergraphes, les empaquetages (en) fractionnaires de graphes, et la coloration forte de graphes.

## Prix et distinctions
Elle est lauréate de l'édition 2006 du Prix Krieger-Nelson de la Société mathématique du Canada.

## Publications
- Hypercubes and multicommodity flows
- P.E. Haxell, « On the strong chromatic number », Combinatorics, Probability and Computing, vol. 13,‎ 2004, p. 857–865 (DOI 10.1017/S0963548304006157)